# 倫納德湖
7°23′48″N 126°3′36″E / 7.39667°N 126.06000°E
倫納德湖是菲律賓的火山湖，位於民答那峨島東部，距離達沃市60公里，由北達沃省負責管轄，距離達沃市長1.8公里、寬0.79公里，面積0.06平方公里，海拔高度800米。

## 外部連結
- Lake Leonard Data